# Gianciotto Malatesta
Caina attende chi a vita ci spense.

Queste parole da lor ci fuor porte.»
(Dante Alighieri, Inferno, Canto V, 106-108. Parte del racconto di Francesca da Polenta, nell'immaginario di Dante, sul destino di Gianciotto Malatesta.)
, o Gianciotto, detto anche "Gianne lo Sciancato" (Verucchio, 1245 circa – Pesaro, 1304), è stato un politico e condottiero italiano, noto per essere stato autore dell'omicidio degli amanti Paolo e Francesca.

## Biografia

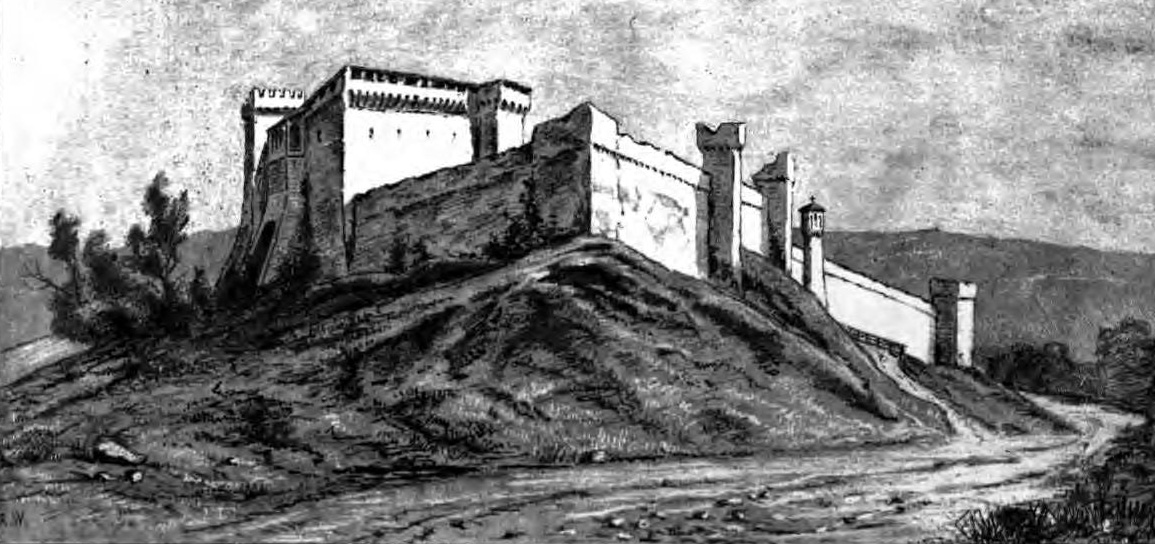
La rocca di Gradara nel 1882

Nato con una malformazione fisica che lo costringeva a zoppicare (da cui il soprannome ciotto, ossia "zoppo"), era figlio di Malatesta da Verucchio e fratello di Paolo, Malatestino e Maddalena. Nel 1265 insieme al padre combatté contro i ghibellini di Guido da Montefeltro e, nello stesso anno, si scontrò con i Traversari insieme a Guido da Polenta. Affiancò il padre nel governo di Rimini per conto dello Stato pontificio. Dopo che i Malatesta furono cacciati da Rimini, nel 1288, gli venne affidato l'incarico di podestà a Pesaro.
Morì nel 1304, dopo aver ricoperto quella carica per cinque volte. La tradizione popolare, nell'ambito della vicenda narrata nella Divina Commedia, ha contribuito a creargli la fama di uomo sanguinario e vendicativo, peraltro non storicamente documentata.
Era marito di prime nozze di Francesca da Polenta, immortalata nei versi di Dante (Inferno, Canto V). Si racconta che la sua morte sarebbe avvenuta nel castello di Scorticata (odierna Torriana) per mano del nipote Uberto, figlio del fratello Paolo, che egli aveva ucciso, insieme alla propria consorte Francesca, che era divenuta l'amante del cognato. Tuttavia nel 1304 Gianciotto era stato nuovamente designato podestà di Pesaro, ragion per cui si ritiene che morì in questa città.

## Discendenza
Dalla prima moglie Francesca, ebbe una figlia:
- Concordia

Gianciotto sposò in seconde nozze Zambrasina dei Zambrasi di Faenza, dalla quale ebbe cinque figli, due femmine e tre maschi:
- Rengarduccia
- Margherita
- Malatestino (?-1319)
- Guido, religioso
- Ramberto (?-1330), uomo d'armi

## Ascendenza
|                          |   |          | Genitori |  |  | Nonni                 |  |  | Bisnonni         |  |
|                          |   |          |          |  |  | Malatesta I Malatesta |  |  | Malatesta Minore |  |
|                          |   |          |          |  |  | Malatesta I Malatesta |  |  | Malatesta Minore |  |
|                          |   | Alaburga |          |  |  | Malatesta I Malatesta |  |  |                  |  |
| Malatesta da Verucchio   |   |          |          |  |  | Malatesta I Malatesta |  |  |                  |  |
|                          |   | Adelasia | …        |  |  |                       |  |  |                  |  |
|                          |   | Adelasia | …        |  |  |                       |  |  |                  |  |
|                          |   | Adelasia | …        |  |  |                       |  |  |                  |  |
| Gianciotto Malatesta     |   | Adelasia |          |  |  |                       |  |  |                  |  |
|                          | … | …        |          |  |  |                       |  |  |                  |  |
|                          | … | …        |          |  |  |                       |  |  |                  |  |
|                          | … | …        |          |  |  |                       |  |  |                  |  |
| Concordia dei Pandolfini | … |          |          |  |  |                       |  |  |                  |  |
|                          |   | …        | …        |  |  |                       |  |  |                  |  |
|                          |   | …        | …        |  |  |                       |  |  |                  |  |
|                          |   | …        | …        |  |  |                       |  |  |                  |  |
|                          |   | …        |          |  |  |                       |  |  |                  |  |